# Virginia Sailors
De Virginia Sailors is een voormalige Americanfootballclub, die vanaf halverwege de jaren '60 gedurende drie jaar uitkwam in de Amerikaanse Atlantic Coast Football League (A.C.F.L.). Onder deze naam werd de club twee keer kampioen van de A.C.F.L. en verloor het één keer de A.C.F. L. titelstrijd. Onder de naam Virginia Sailors werden 27 van de 34 officiële wedstrijden gewonnen waardoor het een van de sterkere semiprofootballteams in de jaren 60 was.

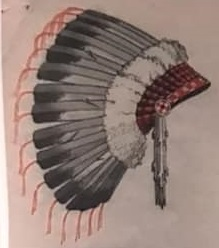
Logo Washington Chiefs.

## Geschiedenis
De wortels van de franchise liggen in Washington, waar het in het najaar van 1964 door Jack Kelly de Washington Chiefs werd opgericht. De spelers voor het team werden voornamelijk uit het grootstedelijk gebied van Washington gescout en in het voorjaar van 1965 gecontracteerd. Begin oktober 1964 zouden de Washington Chiefs het in Chester opnemen tegen de Chester Red Sox. Omdat het speelveld door regenval te nat was werd de wedstrijd afgelast. Een hernieuwde poging om de wedstrijd een week later in Gaithersburg te spelen liep op niets uit. Uiteindelijk zou de franchise nooit een wedstrijd onder de naam Washington Chiefs spelen.  
Oorspronkelijk zouden de Washington Chiefs in het najaar van 1965 uitkomen in de nieuw te vormen North American Football League (N.A.F.L.). Echter in mei 1965 werd bekend gemaakt dat de franchise zich in Annapolis ruim 50 kilometer van Washington, zou gaan vestigen onder de naam Annapolis Sailors. De naam Sailors (zeelieden) verwijst naar de Chesapeake baai waar Annapolis aan gelegen is. Van de 39 Washington Chiefs spelers gingen 17 spelers over naar de Annapolis Sailors. Zes spelers maakten door onder andere blessures en contractontbinding geen deel meer uit van de selectie toen de competitie begon. 
Het eerste seizoen (1965) van de club was sportief gezien een groot succes. Met overmacht werd de club kampioen van de Noordelijke divisie van de N.A.F.L. De finalewedstrijd om de titel van de N.A.F.L. werd, na een 13-0 achterstand, voor ruim 11.000 toeschouwers tegen de Mobile Tarpons met 40-13 gewonnen. Financieel gezien was het seizoen dramatisch verlopen. Met een verlies van 102.000 dollar (anno 2023 bijna 1 miljoen euro) werd het seizoen afgesloten. 
In 1966 veranderde de franchise van eigenaar en verhuisde het naar de staat Virginia waar het in het Arlington uitkwam onder de naam Virginia Sailors. Ook verliet het de N.A.F.L. en kwam nu uit in de A.C.F.L. Ook nu ging het sportieve succes door. Wederom werd het team divisie kampioen, waarna in de finalestrijd de Lowell Giants met 42-10 aan de kant werd gezet. Het verlies aan het einde van het seizoen bedroeg dit keer een stuk minder: maar 30.000 dollar. 
In de hoop meer toeschouwers te trekken verhuisde de club in 1967 naar Alexandria. Voor de derde maal op rij werd de club divisie kampioen en mocht het in de eindstrijd om de A.C.F.L. titel opnemen tegen het ijzersterke Westchester Bulls. Hoewel de Virginia Sailors deze keer de underdog waren, won het hun derde league titel op rij door de Bulls met 20-14 te verslaan. Ondanks dat het toeschouwersaantal met 30% gestegen was, vond de club voor 1968 in Herndon een nieuwe speelplaats.  
Werd in 1968 met moeite nog wel het divisie kampioenschap behaald (7 van de 10 wedstrijden werden gewonnen), in de A.C.F.L-titelstrijd kwamen de Sailors er tegen de Hartford Knights (1 nederlaag in 12 competitiewedstrijden) niet aan te pas. Na een 17-10 achterstand met rust verloren de Virginia Sailors met 30-17. Om financiële redenen gaf Virginia Sailors de voorkeur om de wedstrijd niet in Herndon te spelen maar in Hartford waar de ruim 11.000 toeschouwers voor een record recette van 50.000 dollar zorgden. 
In 1969 leek de club in Roanoke een vaste speelplaats te vinden en werd de clubnaam Roanoke Buckskins. Na het seizoen 1971 werd de club opgeheven. 
Gedurende het gehele zevenjarige bestaan van de club was John William "Billy" Cox de hoofdcoach. Ellis Wisler (tevens speler in 1965 en 1966) en Earl Richards (tevens speler van 1965 t/m 1967) waren vijf jaren als assistent-coach aan de club verbonden.
Van 1966 tot en met 1969 had de club een samenwerkingsverband met de Washington Redskins waarmee onder andere spelers werden uitgewisseld.

## Palmares

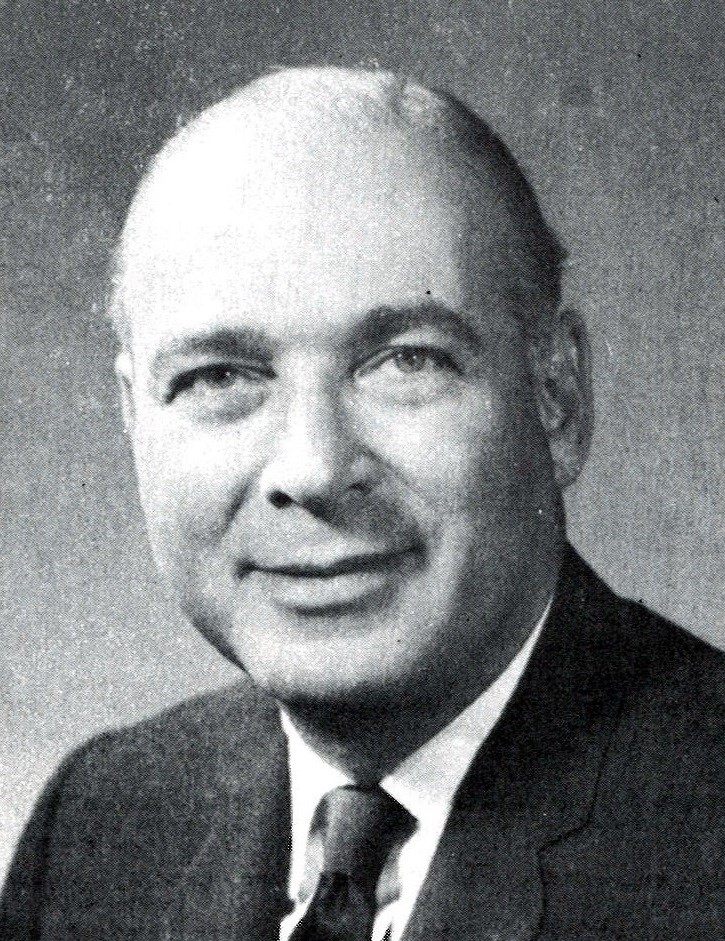
President Joel S. Kaufmann

| League                                    | Kampioen Division            | Kampioen League              |
| ----------------------------------------- | ---------------------------- | ---------------------------- |
| North American Football League (N.A.F.L.) | 1965 (als Annapolis Sailors) | 1965 (als Annapolis Sailors) |
| Atlantic Coast Football League (A.C.F.L)  | 1966, 1967, 1968             | 1966, 1967                   |

## Management
| Jaar | President                                  | General Manager                                       | Owner              |
| ---- | ------------------------------------------ | ----------------------------------------------------- | ------------------ |
| 1965 | CDR Roland T.E. "Bud" Bowler Jr. RN (retd) | Jack Kelly (05/1965-07/1965) Robert "Bob" E. Spitler  | Ralph E. Campbell  |
| 1966 | Joel S. Kaufmann                           | Sam Bechtel (12/1965-01/1966) Robert "Bob" E. Spitler | Joel S. Kaufmann   |
| 1967 | Joel S. Kaufmann                           | Mitch Litman                                          | Joel S. Kaufmann   |
| 1968 | Joel S. Kaufmann                           | John F. Wolff Jr.                                     | Joel S. Kaufmann   |
| 1969 | George Preas                               | Jimmy Piersall                                        | Joel S. Kaufmann   |
| 1970 |                                            | Jimmy Piersall                                        | Richard R. Hamlett |
| 1971 | Richard R. Hamlett                         | John William "Billy" Cox                              | Richard R. Hamlett |

## Vestigingsadressen
| Jaar | Adres                                           |
| ---- | ----------------------------------------------- |
| 1965 | 51 West Street, Annapolis, MD, 21301            |
| 1966 | 4811 Columbia Pike, Arlington, VA, 22204        |
| 1967 | 2403 Mount Vernon Avenue, Alexandria, VA, 22301 |
| 1968 | 32 Station Street, Herndon, VA, 22070           |
| 1969 | 108 West Kirk Avenue, Roanoke, VA, 24011        |
| 1970 |                                                 |
| 1971 | 145 West Campbell Avenue, Roanoke, VA, 24011    |

## Trainers
| Jaar | Hoofdcoach                     | Assistent-coach | Assistent-coach | Assistent-coach | Assistent-coach |
| ---- | ------------------------------ | --------------- | --------------- | --------------- | --------------- |
| 1965 | Jack Kelly (07/1965) Billy Cox | Mike Agee       | Joe Bartlinski  | Earl Tucker     | Frank Weber     |
| 1966 | Billy Cox                      | Jerry Power     | Earl Richards   | Ellis Wisler    |                 |
| 1967 | Billy Cox                      | Mike Agee       | Jerry Power     | Earl Richards   | Ellis Wisler    |
| 1968 | Billy Cox                      | Earl Richards   | Stan Springer   | Ellis Wisler    |                 |
| 1969 | Billy Cox                      | Earl Richards   | Ellis Wisler    |                 |                 |
| 1970 | Billy Cox                      | Al Lederle      | Earl Richards   | Frank Weber     |                 |
| 1971 | Billy Cox                      | Bill Delitierre | Andy Maslich    |                 |                 |

## Mediapartners
| Jaar | Mediapartner    | Vestigingsplaats |
| ---- | --------------- | ---------------- |
| 1965 | WNAV AM 1430    | Annapolis, MD    |
| 1966 | TV 20 WDCA      | Washington, DC   |
| 1967 | TV 20 WDCA      | Washington, DC   |
| 1968 | WEEL Radio 310  | Fairfax, VA      |
| 1969 | WROV Radio 1240 | Roanoke, VA      |
| 1970 |                 |                  |
| 1971 |                 |                  |

## Cheerleaders
| Jaar | Naam                  |
| ---- | --------------------- |
| 1965 |                       |
| 1966 | Sailorettes           |
| 1967 |                       |
| 1968 | Sailorettes           |
| 1969 | Buckskin Cheerleaders |
| 1970 |                       |
| 1971 |                       |

## Seizoensoverzichten Division
| Jaar | Clubnaam          | Clubkleuren       | Plaats         | Stadion (Capaciteit)                           | Toeschouwersgem. (thuiswedstrijden) | League   | Division          | Eind- klas- sering | Wed- strijden | Gewonnen | Verloren | Punten voor | Punten tegen | Resultaat                  |
| ---- | ----------------- | ----------------- | -------------- | ---------------------------------------------- | ----------------------------------- | -------- | ----------------- | ------------------ | ------------- | -------- | -------- | ----------- | ------------ | -------------------------- |
| 1965 | Annapolis Sailors |                   | Annapolis, MD  | Panther Stadium                                | 1.047 (5)                           | N.A.F.L. | Northern Division | 1                  | 10            | 8        | 2        | 259         | 136          | Kampioen Northern Division |
| 1966 | Virginia Sailors  | Zwart - Geel      | Arlington, VA  | Wakefield High School Stadium (7.000)          | 3.684 (5)                           | A.C.F.L. | Southern Division | 1                  | 11            | 10       | 1        | 388         | 185          | Kampioen Southern Division |
| 1967 | Virginia Sailors  | Zwart - Geel      | Alexandria, VA | George Washington High School Stadium (14.586) | 5.341 (6)                           | A.C.F.L. | Southern Division | 1                  | 10            | 8        | 2        | 305         | 106          | Kampioen Southern Division |
| 1968 | Virginia Sailors  | Donkerrood - Geel | Herndon, VA    | Herndon Stadium                                | 3.650 (4)                           | A.C.F.L  | Southern Division | 1                  | 10            | 7        | 3        | 181         | 139          | Kampioen Southern Division |
| 1969 | Roanoke Buckskins | Donkerrood - Geel | Roanoke, VA    | Victory Stadium (25.000)                       | 7.401 (5)                           | A.C.F.L. | Southern Division | 3                  | 12            | 5        | 7        | 198         | 257          |                            |
| 1970 | Roanoke Buckskins |                   | Roanoke, VA    | Victory Stadium (25.000)                       | 4.047 (5)                           | A.C.F.L. | Southern Division | 3                  | 12            | 7        | 5        | 235         | 289          |                            |
| 1971 | Roanoke Buckskins | Donkerrood - Geel | Roanoke, VA    | Victory Stadium (25.000)                       | 4.359 (2)                           | A.C.F.L. | Southern Division | 4                  | 12            | 2        | 10       | 176         | 298          |                            |

## Resultaten League Championship
| Jaar | Datum       | Plaats           | Stadion (Capaciteit)                           | Toeschouwers | Wedstrijd                            | Uitslag | Resultaat                               |
| ---- | ----------- | ---------------- | ---------------------------------------------- | ------------ | ------------------------------------ | ------- | --------------------------------------- |
| 1965 | 24 november | Mobile, AL       | Ladd Stadium (40.605)                          | 10.613       | Mobile Tarpons - Annapolis Sailors   | 13 - 40 | Kampioen North American Football League |
| 1966 | 19 november | Alexandria, VA   | George Washington High School Stadium (14.586) | 4.798        | Virginia Sailors - Lowell Giants     | 42 - 10 | Kampioen Atlantic Coast Football League |
| 1967 | 25 november | Mount Vernon, NY | Memorial Field                                 | 6.189        | Westchester Bulls - Virginia Sailors | 14 - 20 | Kampioen Atlantic Coast Football League |
| 1968 | 30 november | Hartford, CT     | Dillon Stadium                                 | 10.179       | Hartford Knights - Virginia Sailors  | 30 - 17 |                                         |

## All-Star team spelers
Onderstaande spelers van de club werden verkozen in het All-Star van de North American Football League (1965) of de Atlantic Coast Football League (1968, 1969, 1971). Het is niet bekend of er in de jaren '66, '67 en 1970 een All-Star team werd verkozen.
| 1965 (Annapolis Sailors) | 1968 (Virginia Sailors) | 1969 (Roanoke Buckskins) | 1971 (Roanoke Buckskins) |
| ------------------------ | ----------------------- | ------------------------ | ------------------------ |
| FIRST TEAM               | FIRST TEAM              | FIRST TEAM               | FIRST TEAM               |
| Hezekiah Braxton (RB)    | Dick Duenkel (DE)       | Ollie Dunlap (DT)        | Tom Glasgow (LB)         |
| Ed Buettner (WR)         | Ollie Dunlap (LB)       | Herschel McLeod (WR)     |                          |
| Jim Gray (T)             | Al Lederle (DT)         |                          |                          |
| Joe Hernandez (WR)       | Fred Washington (T)     |                          |                          |
| Al Lederle (DT)          |                         |                          |                          |
| Earl Richards (LB)       |                         |                          |                          |
| Mike Sommer (CB)         |                         |                          |                          |
| SECOND TEAM              |                         |                          |                          |
| Rob Burton (LB)          |                         |                          |                          |
| Bob Headen (RB)          |                         |                          |                          |
| Mike Agee (CB)           |                         |                          |                          |
| John Thomas (QB)         |                         |                          |                          |
| Dave Tutich (DE)         |                         |                          |                          |

## Wedstrijden 1966-seizoen
| Wedstrijd | Datum                 | Plaats            | Stadion (capaciteit)                           | Toeschouwers | Tegenstander           | Eindstand | Ruststand | Touchdowns (2 of meer)                                       | Won-Lost-Draw | Opmerking                                                                                                 |
| --------- | --------------------- | ----------------- | ---------------------------------------------- | ------------ | ---------------------- | --------- | --------- | ------------------------------------------------------------ | ------------- | --- |
| EG 1      | Zaterdag 6 augustus   | New Haven, CT     | ?                                              | ?            | Waterbury Orbits       | 25-33     | 12-19     | Dick Griesheim (2)                                           | 0-1-0         | |
| EG 2      | Zaterdag 13 augustus  | Arlington, VA     | Wakefield High School Stadium (7.000)          | 2.159        | Harrisburg Capitols    | 49-19     | ?         | Bob Headen (2)                                               | 1-1-0         | |
|           |                       |                   |                                                |              |                        |           |           |                                                              |               | |
| LG 1      | Zaterdag 20 augustus  | Jersey City, NJ   | Roosevelt Stadium (30.000)                     | 3.850        | Jersey Jets            | 35-17     | (17-12)   | -                                                            | 1-0-0         | |
| LG 2      | Zaterdag 27 augustus  | Arlington, VA     | Wakefield High School Stadium (7.000)          | 3.386        | Rhode Island Steelers  | 54-14     | (34-14)   | Hezekiah Braxton (2), Herschel McLeod (2), Mike Holloran (2) | 2-0-0         | |
| LG 3      | Zaterdag 3 september  | Atlantic City, NJ | Bader Field                                    | ?            | Atlantic City Senators | 54-14     | (14-6)    | Bob Headen (3)                                               | 3-0-0         | |
| LG 4      | Zaterdag 10 september | Arlington, VA     | Wakefield High School Stadium (7.000)          | 2.071        | Harrisburg Capitols    | 48-28     | (21-7)    | Hezekiah Braxton (2)                                         | 4-0-0         | |
| LG 5      | Zaterdag 17 september | Wilmington, DE    | Baynard Stadium (7.500)                        | 1.241        | Wilmington Clippers    | 14-10     | (7-0)     | -                                                            | 5-0-0         | |
| LG 6      | Zaterdag 24 september | Harrisburg, PA    | New Island Park (8,000)                        | 3.500        | Harrisburg Capitols    | 21-6      | (7-0)     | Ed Buettner (2)                                              | 6-0-0         | |
| LG        | Zaterdag 1 oktober    | New Bedford, MA   | Sargent Field (6.000)                          | -            | New Bedford Sweepers   | -         | -         | -                                                            | -             | Wedstrijd vervallen omdat de New Bedford Sweepers op 22 september uit de League was gezet.                |
| LG 7      | Zondag 2 oktober      | Lowell, MA        | Cawley Memorial Stadium (18.000)               | 5.500        | Lowell Giants          | 16-17     | ?         | ?                                                            | 6-1-0         | Ingelaste wedstrijd omdat de New Bedford Sweepers uit de League was gezet.                                |
| LG 8      | Zondag 8 oktober      | Arlington, VA     | Wakefield High School Stadium (7.000)          | 2.902        | Jersey Jets            | 50-21     | (24-0)    | -                                                            | 7-1-0         | |
| LG        | Zaterdag 15 oktober   | Pawtucket, RI     | McCoy Stadium                                  | -            | Rhode Island Steelers  | -         | -         | -                                                            | -             | Wedstrijd vervallen omdat Rhode Island Steelers uit de league was gezet.                                  |
| LG        | Zaterdag 15 oktober   | Scranton, PA      | Memorial Stadium (12.000)                      | -            | Scranton Miners        | -         | -         | -                                                            | -             | Ingelaste wedstrijd niet gespeeld om de Virginia Sailors uit protest weigerde af te reizen naar Scranton. |
| LG 9      | Zaterdag 22 oktober   | Arlington, VA     | Wakefield High School Stadium (7.000)          | 2.347        | Wilmington Clippers    | 28-27     | (21-13)   | Ed Buettner (2)                                              | 8-1-0         | |
| LG 10     | Zaterdag 29 oktober   | Scranton, PA      | Memorial Stadium (12.000)                      | 1.206        | Scranton Miners        | 21-14     | (14-0)    | -                                                            | 9-1-0         | |
| LG 11     | Zaterdag 5 november   | Arlington, VA     | Wakefield High School Stadium (7.000)          | 7.723        | Lowell Giants          | 47-17     | (27-10)   | Hezekiah Braxton (2)                                         | 10-1-0        | Ingelaste wedstrijd omdat de Atlantic City Senators uit de League was gezet.                              |
| LG        | Zaterdag 12 november  | Arlington, VA     | Wakefield High School Stadium (7.000)          | -            | Scranton Miners        | -         | -         | -                                                            | -             | Wedstrijd vervallen.                                                                                      |
|           |                       |                   |                                                |              |                        |           |           |                                                              |               | |
| LCG       | Zaterdag 19 november  | Alexandria, VA    | George Washington High School Stadium (14.586) | 4.798        | Lowell Giants          | 42-10     | (14-3)    | -                                                            | 1-0-0         | |

EG = Exhibition game.
LG = League game.
LCG = League championship game.   

## Selectie 1966-seizoen
| Naam                                 | Nr. | Geboortedatum Overlijdensdatum (leeftijd) | Geboorteplaats Overlijdensplaats | Positie             | Lengte (m) | Gewicht (kg) | High School                                          | College                                                            |
| ------------------------------------ | --- | ----------------------------------------- | -------------------------------- | ------------------- | ---------- | ------------ | ---------------------------------------------------- | ------------------------------------------------------------------ |
| John Michael ("Mike") Agee           | 16  | 7 juni 1938 1 februari 1990 (51)          | Colfax, WA Riverside County, CA  | Defensive halfback  | 1,78       | 83,9         | George Washington High School, Alexandria, VA        | Washington State University, Washington, WA                        |
| Martin Luther ("M.L.") Agnew         | 14  | 17 februari 1942                          | Meridan, MS                      | Quarterback         | 1,88       | 93           | Meridan High School, Meridan, MS                     | University of the South, Sewanee, TN                               |
| Harold K. ("Hal") Bell               | 82  | 1941                                      | Washington, DC                   | End                 | 1,85       | 79,4         | Spingarn High School, Washington, DC                 | Winston-Salem College, Winston-Salem, NC                           |
| Caesar Edward Belser                 | 21  | 13 september 1944 5 maart 2016 (71)       | Montgomery, AL Hurst, TX         | Defensive halfback  | 1,85       | 97,5         | George Washington Carver High School, Montgomery, AL | Arkansas Agricultural, Mechanical & Normal College, Pine Bluff, AR |
| Hezekiah Ezekial ("Hez") Braxton III | 31  | 11 april 1934 9 augustus 2013 (79)        | Baltimore, MD                    | Fullback            | 1,88       | 104,3        | Frederick Douglass, Baltimore, MD                    | Virginia Union University, Richmond, VA                            |
| Gerald (Buster) Brown                | 41  | 1943                                      |                                  | Kicker / Linebacker | 1,88       | 97,5         |                                                      | Louisiana State University, Baton Rouge, LA                        |
| Edward L. ("Ed") Buettner            | 84  | 26 januari 1934                           |                                  | End                 | 1,85       | 81,6         |                                                      | ---                                                                |
| Louis ("Lou") Bury                   | 56  | 9 juni 1942                               | Baltimore, MD                    | Center / Linebacker | 1,88       | 104,3        | Calvert Hall College High School, Towson, MD         | University of Maryland, Baltimore, MD                              |
| John Carlo                           | 66  | 1944                                      |                                  | Lineback            | 1,85       | 104,3        | George Mason High School, Falls Church, VA           | Duke University, Durham, NC                                        |
| John Lewis Cash                      | 72  | 5 augustus 1936                           | Brunswick, GA                    | Defensive tackle    | 1,90       | 111,1        | Risley High School, Brunswick, GA                    | Allen University, Columbia, SC                                     |
| Marvin ("Marv") Crawford             | 75  | 29 februari 1944                          | Macon, GA                        | Tackle              | 1,93       | 113,4        | Peter G. Appling High School, Macon, GA              | Morgen State University, Baltimore, MD                             |
| Pat Drass                            | 33  | 1940                                      | Chester, PA                      | Fullbacker          | 1,78       | 86,2         | St. John Neumann High School, Williamsport, PA       | University of Maryland, College Park, MD                           |
| Danny ("Dan") Droze                  | 41  | 1935                                      | Washington, DC                   | Defensive halfback  | 1,80       | 83,9         | Anacostia High School, Washington, DC                | University of North Carolina, Chapel Hill, NC                      |
| Dick Duenkel                         | 80  | 1941                                      | West Orange, NJ                  | Defensive end       | 1,82       | 102          | West Orange High School, West Orange, NJ             | George Washington University, Washington, DC                       |
| Jerry Fishman                        | 61  | 13 september 1943                         | Norwalk, CT                      | Linebacker          | 1,85       | 102          | Norwalk High School, Norwalk, CT                     | University of Maryland, College Park, MD                           |
| John T. Flynn                        | 77  | 21 november 1942                          | Washington, DC                   | Linebacker          | 1,88       | 106,6        | St. John's College High School, Washington, DC       | University of Oklahoma, Norman, OK                                 |
| Tom Folliard                         | 62  | 18 juni 1944                              | Bethesda, MD                     | Linebacker          | 1,82       | 97,5         | Bethesda-Chevey Chase High School, Clarksburg, MD    | Mississippi State University, Starkville, MS                       |
| William ("Todd") Gabbett             | 74  | 13 september 1942 14 september 2021 (79)  | Peoria, IL Ruskin, FL            | Tackle              | 1,88       | 117,9        | West Aurora High School, Aurora, IL                  | University of Illinois, Campaign, IL                               |
| Jim Gray                             | 78  | 14 augustus 1943                          |                                  | Guard               | 1,96       | 117,9        | Blue Ridge High School, Greer, SC                    | Benedict College, Columbia, SC                                     |
| Richard ("Dick") Griesheim           | 83  | 1941                                      | Chicago, IL                      | End                 | 1,85       | 86,2         |                                                      | Hinds Community College, Raymond, MS                               |
| Robert ("Bob") Headen                | 44  | 26 november 1939                          | Washington, DC                   | Halfback            | 1,85       | 99,8         | Cardoza High School, Washington, DC                  | St. Augustine's College, Raleigh, NC                               |
| Mike Holloran                        | 25  | 1945                                      |                                  | Halfback            | 1,80       | 83,9         | Gonzaga High School, Washington, DC                  | George Washington University, Washington, DC                       |
| Roger Mike Jarvis                    | 42  | 22 augustus 1943 18 september 2007 (64)   | Avon Park, FL Old Hickory, TN    | Flanker             | 1,88       | 93           | Donelson High School, Nashville, TN                  | Clemson University, Clemson, SC                                    |
| Robert ("Bob") ("Flea") Johnson      | 22  | 1941                                      |                                  | Defensive halfback  | 1,78       | 77,1         |                                                      | Florida Agricultural and Mechanical University, Tallahasee, FL     |
| J. Thomas ("Tom") Laird Sr           | 70  | 10 december 1939 16 november 2004 (64)    | Ridley Park, PA Orlando, FL      | Offensive guard     | 1,80       | 115,7        | Ridley Park High School, Ridley Park, PA             | University of Maryland, College Park, MD                           |
| Albert Joseph ("Al") Lederle         | 76  | 20 januari 1939 27 november 2022 (83)     | Shanghai, China Wilmington, NC   | Defensive tackle    | 1,90       | 117,9        | Wakefield High School, Arlington, VA                 | Georgia Institute of Technology, Atlanta, GA                       |
| Herschel Vincent McLeod Jr.          | 32  | 20 april 1943 6 april 2019 (75)           | California, MD Washington, DC    | End                 | 1,88       | 81,6         | Charlotte Hall Military Academy, Charlotte Hall, MD  | ---                                                                |
| John Howard Leypoldt                 | 86  | 31 maart 1946 7 februari 1987 (40)        | Washington, DC Cheektowaga, NY   | Kicker              | 1,88       | 97,5         | Washington-Lee High School, Arlington, VA            | Northern Virginia Community College, Annandale, VA                 |
| Joseph ("Joe") Lilly                 | 60  | 28 juli 1944                              | Washington, DC                   | Guard               | 1,88       | 106,6        | Gonzaga High School, Washington, DC                  | College of the Holy Cross, Worcester, MA                           |
| Larry Ogren                          | 55  |                                           |                                  | Center              | 1,85       | 102          |                                                      | Wingate Junior College, Wingate, NC                                |
| Buddy Pollock                        | 20  | 1940                                      | Districht Heights, MD            | Defensive halfback  | 1,80       | 81,6         | Suitland High School, Forestville, MD                | George Washington University, Washington, DC                       |
| Robert Lewis ("Bob") Pruett          | 40  | 20 juni 1943                              | Beckley, WV                      | Flanker             | 1,82       | 90,7         | Woodrow Wilson High School, Washington, DC           | Marshall University, Huntington, WV                                |
| Earl Richards                        | 50  | 1937                                      |                                  | Linebacker          | 1,88       | 104,3        | Armstrong High School, Washington, DC                | St. Augustine's College, Raleigh, NC                               |
| John (Detour, Brama) Smith           | 67  | 11 september 1941                         |                                  | Guard               | 1,90       | 115,7        | Wiley H. Bates HIgh School, Annapolis, MD            | University of Maryland Eastern Shore, Princess Anne, MD            |
| Michael Sandor ("Mike") Sommer       | 28  | 9 oktober 1934 23 april 2022 (87)         | Washington, DC Dunedin, FL       | Defensive halfback  | 1,80       | 86,2         | Woodrow Wilson High School, Washington, DC           | George Washington University, Washington, DC                       |
| John Thomas                          | 12  | 1938                                      |                                  | Quarterback         | 1,78       | 81,6         |                                                      | University of the South, Sewanee, TN                               |
| David Paul ("Dave") Tutich           | 85  | 25 augustus 1941 12 augustus 2011 (69)    | Warren, OH Tallahassee, FL       | Defensive end       | 1,93       | 108,9        | Warren G. Harding High School, Warren, OH            | Louisiana State University, Baton Rouge, LA                        |
| Frank Weber                          | 88  | 1940                                      |                                  | End                 | 1,90       | 99,8         | Englewood High School, Englewood, NJ                 | Lenoir-Rhyne University, Hickory, NC                               |
| Ellis Bowman Wisler Jr.              | 70  | 3 juli 1935 1 mei 2018 (82)               | Ellerslie, MD Harrisonburg, VA   | Defensive tackle    | 1,85       | 99,8         | Allegany High School, Cumberland, MD                 | George Washington University, Washington, DC                       |

## Dagboek 1966-seizoen[18]
| Donderdag 10 maart (krant)     | De Annapolis Sailors zoeken een speellocatie in Noord-Virginia. Manager Bob Spitler geeft te kennen dat de club hun oog heeft laten vallen op het gebied rond Arlington, VA en Alexandria, VA vanwege een dichte bewonerspopulatie. Daarnaast zijn enkele dragende spelers van de Sailors afkomstig van scholen uit die regio. Zo ligt Al Lederle zijn verleden aan Wakefield High School en heeft Mike Agee de George Washington High School gevolgd. Speler/assistentcoach Ellis Wisler, ook als onderwijzer verbonden aan Woodson High School, heeft met zijn George Washington University verleden ook binding met de regio. Als stadion heeft het management van de club hun ook laten vallen op de High School-accommodaties van Wakefield, George Washington, Washington-Lee, Woodson en Marshall, waarbij Wakefield het beste perspectief biedt. |
| Zondag 20 maart                | Tijdens een persconferentie in het Marriott Key Bridge Motel in Arlington, VA geeft Sailors manager Bob Spitler te kennen dat de Sailors zich definitief in Arlington, VA onder de naam "Virginia Sailors" vestigen. De wedstrijden zullen in het stadion van Wakefield High School worden gespeeld, welke een capaciteit van rond de 7.000 plaatsen heeft. Reeds in 1964 probeerde Spitler met een franchise een club rond Arlington/ Alexandria te laten spelen, wat toen mislukte. Back Tom Michel vertrekt bij de club. Hij heeft een contract bij de N.F.L.-club Washington Redskins getekend, de club waarmee het bestuur van de Virginia Sailors reeds oriënterende gesprekken voor een samenwerkingsverband mee heeft gevoerd. |
| Vrijdag 1 april                | Start van de seizoenkaarten verkoop. Voor 7 wedstrijden betalen volwassenen 20 dollar en studenten / jeugd onder de 18 jaar 9 dollar. De prijs van een los kaartje is 3,50 dollar voor volwassenen en 1,50 dollar voor studenten / jeugd onder de 18 jaar. Als kantoor is inmiddels een onderkomen aan 4811 Columbia Pike in Arlington, VA betrokken. |
| Maandag 4 april                | De Virginia Sailors starten hun promotiecampagne voor de verkoop van seizoenkaarten op de trappen van het Capitool in Washington, DC. De congresmannen Charles Mathias en Joel Broyhill worden bij de activiteiten betrokken. |
| Vrijdag 22 april (krant)       | De Arlington schoolcommissie, waaronder Wakefield High School valt, geeft officieel toestemming aan de Virginia Sailors tot gebruik van hun accommodatie voor 10 wedstrijden in de zomer en herfst. De huurpijs bedraagt 150 dollar per wedstrijd plus 25% van de netto kaartverkoop. De Sailors zullen zorgdragen voor een persbox, electronisch scorebord en extra zitplaatsen. Manager Bob Spitler maakt bekend dat op 30 juli de spelers tijdens een onderlinge testwedstrijd voor het eerst in actie komen. |
| Maandag 25 april (krant)       | Twee topspelers verlaten de club. Joe Hernandez (flanker) belandt uiteindelijk bij de Edmonton Eskimos spelend in de Continental Football League, terwijl Tom Michel (halfback) een contract tekent bij de Washington Redskins, actief in de National Football League. |
| Zaterdag 7 mei                 | Manager Bob Spitler maakt bekend dat Martin Luther ("M.L.") Agnew, uitblinker tijdens de gewonnen N.A.F.L.-kampioenswedstrijd met de Annapolis Sailors in 1965, een overeenkomst met de club heeft bereikt om nog een seizoen voor de Sailors uit te komen. |
| Dinsdag 17 mei (krant)         | Bob Burton verlaat de club. De linebacker verruilt de Sailors voor concurrent Wilmington Clippers. Naast een onbekend transferbedrag krijgen de Sailors de beschikking over de diensten van de defensive halfbacks Mel Johnson en Sonny Cardoso. |
| Zaterdag 21 mei                | Sailors-voorzitter Joel Kaufmann heeft met grote interesse de bokswedstrijd tussen de zwaargewichten Cassius Clay en de Engelsman Henry Cooper gevolgd. Voor Cassius Clay lag er bij een nederlaag, wat waarschijnlijk het einde van Clay zijn bokscarrière zou betekenen, een "aanzienlijk geldbedrag" klaar om zijn sportieve loopbaan de Virginia Sailors te vervolgen. Clay won echter zijn wedstrijd. |
| Maandag 23 mei                 | Bob Spitler maakt bekend dat Billy Cox, hoofdcoach van de Sailors in 1965, een nieuw contract heeft getekend wat hem ook voor het 1966-seizoen aan de club verbindt. |
| Donderdag 26 mei (krant)       | Naast het aantrekken van 4 rookies die allen gedurende het seizoen niet in de selectie worden opgenomen, heeft quarterback John Thomas, vorige seizoen goed voor 11 touchdowns in 10 wedstrijden, zijn contract met 1 jaar verlengd. Volgens manager Bob Spitler komt hiermee het aantal contractspelers op 21. |
| Zaterdag 4 juni (krant)        | Hezekiah Braxton heeft zijn contract met 1 jaar verlengd. De fullback maakte 6 touchdowns namens de Sailors in het afgelopen seizoen. Door de contractverlenging heeft de club momenteel 28 spelers onder contract. |
| Donderdag 9 juni (krant)       | De 21-jarige Mike Holloran tekent een 1-jarige contract. De back, afkomstig van de George Washington University en daardoor uitkomend voor de Colonials, maakte in 1965 11 touchdowns in 8 wedstrijden. Holloran, die al diverse individuele footballprijzen in de wacht sleepte, tekende na wekenlange onderhandelingen met oud-Universiteitsgenoot Ellis Wisler, speler / assistent coach van de Virginia Sailors. |
| Vrijdag 17 juni (krant)        | Vier spelers, die hun schoolopleiding rondom Washington, DC hebben gevolgd, hebben hun contract verlengd. Tom Laird (guard), Lou Bury (center-linebacker) en de defensive halfbacks Bob "Flea" Johnson en Dan Droze komen ook dit seizoen voor de Sailors uit. Hiermee komt het totaal aantal contractspelers nu op 30. |
| Maandag 20 juni (krant)        | Mike Agee tekent een nieuw contract bij de club. De defensive back, die in het verleden onder andere bij de Washington Redskins onder contract stond, wordt hiermee beloond voor zijn zeer sterkte optreden in het 1965-season. |
| Woensdag 22 juni               | Coach Billy Cox gaat samen met zijn vrouw op vakantie naar familie in Carrollton, MD. Het geplande verblijf van 2 weken wordt onderbroken door transferperikelen. |
| Vrijdag 24 juni (krant)        | Manager Bob Splitler maakt bekend dat hij een aanbod van Scranton Miners in eenzelfde functie heeft afgeslagen. Ook de functie van liaison officer namens de Continental League richting de Major Leagues heeft hij naast zich neergelegd. Spitler, ook oprichter van de Harrisburg Capitols, de Richmond Rebels (uitkomend in de Continental League) en mede-oprichter van de Atlantic Coast Football League, blijft in dienst bij de Sailors. |
| Zaterdag 25 juni               | De A.C.F.L. maakt het (concept) speelschema bekend. Totaal zullen er door iedere club 12 wedstrijden worden gespeeld, waarna de divisiewinnaars op 19 november om het kampioenschap spelen. Clubs uit dezelfde divisie spelen een uit- en thuiswedstrijden tegen elkaar (totaal 8 wedstrijden) en een thuis- of uitwedstrijd tegen clubs uit de andere divisie (totaal 4 wedstrijden). |
| Dinsdag 28 juni                | Manager Spitler maakt bekend dat bij de club van maar liefst 104 spelers een reactie heeft ontvangen om voor de Virginia Sailors uit te komen. In eerste instantie wilde de club alleen de afvallers van de open training uit 1965 uitnodigen, maar nu de club van Annapolis naar Arlington is verplaatst, geeft de club de regionale talenten een kans om een contract in de wacht te slepen. De open training zal plaatsvinden op dinsdag 5 juli, waarna 3 dagen later de al bij de Sailors onder contract staande spelers aansluiten. |
| Donderdag 30 juni (krant)      | Bob Spitler verbracht het afgelopen weekend door in Scranton, PA. Daar had de manager onder andere met Scranton Miners-eigenaar Cosmo Iacovazzi verschillende gesprekken over onder andere een spelersruil. Zo was Iacovazzi geïnteresseerd in het overnemen van de backs Hezekiah Braxton en Bob Headen, echter was Spitler niet onder de indruk van de door Iacovazzi aangeboden spelers. |
| Vrijdag 1 juli (krant)         | De club kan in juli en augustus voor de trainingen niet beschikken over de faciliteiten van Wakefield High School in Arlington, VA. Van de Kenmore High School in Arlington, VA heeft de club wel toestemming gekregen, maar de opzichter die daarover het besluit moet nemen is met vakantie. Daarom start de club de trainingen in hetzelfde district waar in 1937 ook de Washington Redskins hun eerste trainingen afwerkten: in Anacostia, het Zuidoosten van Washington, DC Er worden 60 spelers voor de open training verwacht. |
| Dinsdag 5 juli                 | Rond de 100 spelers zijn in de avond komen opdagen voor de open training op het Fairlawn Recreation Center in Anacostia. Hiervan zullen 60 worden geslecteerd voor de onderlinge testwedstrijd op 30 juli. Er zal de komende 2 weken dagelijks van 19.00 tot 21.30 uur worden getraind. |
| Vrijdag 8 juli                 | De eerste training voor de 24 van de 36 overgebleven spelers uit het vorige seizoen. |
| Zaterdag 9 juli (krant)        | Coach Cox en zijn assistenten Wisler en Richards hopen op extreem warm weer tijdens de trainingsuren de komende week. Volgens Ellis Wisler is er "niets anders dan spelers hard te laten werken in de hitte om erachter te komen of ze het wel of niet aankunnen èn of ze goed in vorm zijn". Tijdens de open training hebben Darryl Hill (ex-University of Maryland) en punter Gerald (Buster) Brown een zeer goede indruk achtergelaten. |
| Dinsdag 12 juli (krant)        | Bob Spitler is positief over een samenwerking met Oakland Raider, Baltimore Colts, Philadelphia Eagles en misschien de Washington Redskins, welke clubs misschien spelers aan de Virginia Sailors zullen afstaan. |
| Donderdag 14 juli (krant)      | Voor 23 spelers zit hun toekomst bij de Virginia Sailors erop. Hiermee komt het totaal aantal spelers nu op 82. Zowel Mike Holloran, Todd "Bill" Gabbett als Bob Mitchell zijn de uitblinkers tijdens de afgelopen trainingssessies. |
| Donderdag 21 juli (krant)      | De eerste "contact-training" begint om 19.00 uur. De Sailors zullen van maandag tot en met donderdag 2,5 uur trainen. Inmiddels heeft guard Jim Gray zijn contract verlengd en is sinds afgelopen maandag met zijn eerste training begonnen. |
| Zaterdag 23 juli (krant)       | Defensive end Dave Tutich en split end Ed Buettner hebben hun contract verlengd en komen ook dit seizoen voor de Virginia Sailors uit. |
| Zaterdag 30 juli (krant)       | Na weken training komen de Virginia Sailors tijdens een onderlinge testwedstrijd voor het eerst in actie. Om 19.30 uur vangt op het veld van Wakefield High School een wedstrijd tussen twee teams genaamd "Admirals" (in het zwart gekleed) en "Commodores" (in witte outfit) aan. De wedstrijd, waarbij de 1 dollar entree ten goede komt aan de Fall Church Boy's Club, wordt door de Commodores met 18-11 gewonnen. Maar liefst 11 spelers lopen gedurende de wedstrijd een blessure op. Defensive tackle Ellis Wisler scheurt wederom zijn gewrichtsband. Gerald (Buster) Brown legt als beste speler van de wedstrijd beslag op de 'First Annual Irving Sports Shop Award'. |
| Dinsdag 2 augustus             | Voor 20 spelers zit het erop bij de Virginia Sailors. Zij krijgen geen contract aangeboden. Hierdoor komt het aantal spelers nu op 40. |
| Zaterdag 6 augustus [EG 1]     | Een door blessures enstig verzwakte Sailors verliezen hun eerste oefenwedstrijd. In New Haven, CT zijn de Waterbury Orbits na een 19-0 voorsprong uiteindelijk met 33-25 te sterk. |
| Woensdag 10 augustus (krant)   | De artsen zijn pessimistisch over het herstel van Ellis Wisler die zijn gewrichtsband heeft gescheurd. De situatie is zo ernstig dat de mogelijkheid bestaat dat de 31-jarige verdediger een punt achter zijn spelerscarrière moet zetten. |
| Zaterdag 13 augustus [EG 2]    | Voor ruim 2.000 toeschouwers spelen de Sailors hun eerste wedstrijd in Virginia. In Arlington wint een ijzersterk collectief hun tweede oefenwedstrijd met maar liefst 35 punten verschil van Harrisburg, PA. |
| Zaterdag 20 augustus [LG 1]    | Als underdog zijn de Virginia Sailors naar New Jersey, NJ afgereisd waar ze het in het Roosevelt Stadium opnemen tegen de New Jersey Jets. De Jets, die hun eerste leaguewedstrijd in Wilmington, de Clippers, met 41-14 versloegen, staan na het eerste kwart met 10-0 voor. Nog voor de rust komen de Sailors met 5 punten voor, waarna in de tweede helft de voorsprong tot 35-17 wordt uitgebouwd. De eerste Sailors-overwinning in de league. |
| Zaterdag 27 augustus [LG 2]    | Zonder de geblesseerden Dick Griesheim en John Cash, maar met de herstelde Ellis Wisler nemen de Sailors het thuis op tegen de Rhode Island Steelers. Na een 21-0 nederlaag in en tegen Lowell, MA in hun eerste wedstrijd, scoort de club uit Pawtucket, RI wel hun eerste punten, maar maakt geen schijn van kans tegen de Virginia Sailors: 54-14. Met 7 touchdowns, waarvan 4 door de lucht, voegt Mike Holloran op het einde met zijn 49-yard run er een 8-ste touchdown aan toe. Een geslaagde avond voor de Sailors en hun debuterende cheerleaders de Sailorettes. |
| Woensdag 31 augustus (krant)   | Aangezien de Washington Redskins een probleem op hun fullback positie hebben, lijkt Hezekiah Braxton een van de geschikte kandidaten voor deze positie. Zijn 32-jarige leeftijd kan echter wel in zijn nadeel werken. |
| Zaterdag 3 september [LG 3]    | De Virginia Sailors winnen zonder de geblesseerden John Flynn, John Carlo en Dave Tutich ook hun derde wedstrijd. Met een 54-14-overwinning in Atlantic City, NJ verliezen de Senators hun eerste thuiswedstrijd. Gelukkig voor de geblesseerden en achtergebleven fans wordt de wedstrijd rechtstreeks op TV 20 WDCA uitgezonden. Opvallend is dat de Senators in de tweede helft niet tot scoren komen, terwijl de Sailors 34 punten kunnen bijschrijven. Grote man is Bob Headen die de eerste twee touchdowns maar ook de laatste touchdown van de wedstrijd maakt. |
| Zaterdag 10 september [LG 4]   | Zonder veel problemen verslaan de Sailors in het Wakefield High School Stadium de Harrisburg Capitols met 48-28. Na een brilstand na het eerste kwart, winnen de Sailors het 2e kwart met 21-7 en het 3e kwart met 14-7. Alleen het laatste kwart gaat met 14-13 naar de Harrisburg Capitols. Bob Johnson steelt de show door na een 92 yard-run de laatste touchdown voor de Virginia Sailors te scoren. |
| Vrijdag 16 september (krant)   | Binnen de club wordt na de ongeslagen status gewaakt voor overschatting. Het steeds vroeger invallen van de duisternis verkort de trainingsuren op het niet verlichte Fairlawn Recreation Center in Anancostia. |
| Zaterdag 17 september [LG 5]   | De toeschouwers en de televisiekijkers zijn getuige van een zwaarbevochten overwinning van de Virginia Sailors tegen de Wilmington Clippers. Na een gelijkopgaande strijd, waar het na 3 kwarten 7-7 staat, winnen de Sailors het laatste kwart met 7-3 om zodoende met een 14-10 zege naar Virginia af te reizen. De Clippers, zonder hun in maart verongelukte superstar halfback Dick Christy en in de zomer eveneens verongelukte Jim Greer, incasseren in het 2e kwart hun eerste tegenpunten (touchdown Hezekiah Braxton en extra point John Leypoldt). In het 3e kwart komen de Wilmington Clippers door een touchdown van Jim "King" Corcoran, bekend vanwege zijn flamboyante leefstijl, en een extra punt door Wayne Huston gelijk. Na een fieldgoal van Wayne Huston (een 15-yard run) in het 4e kwart is het slotwoord aan de Sailors. Een touchdown van John Thomas en een extra point van John Leypoldt zorgen voor de 14-10 Sailors-winst.                                                                                             |
| Donderdag 22 september (krant) | De Wilmington Clippers zijn geïnteresseerd in John (Detour) Smith en stellen een spelersruil voor. De Clippers zijn hiervoor bereid om Mel Johnson (tight end) en Gordon Wright (defensive tackle) naar de Sailors te laten vertrekken. |
| Zaterdag 24 september [LG 6]   | Voor de derde keer dit seizoen nemen de Sailors het op tegen de Harrisburg Capitols. Na een overwinning in een oefenwedstrijd en de thuiswedstrijd in de competitie, winnen de Sailors wederom. Door touchdowns van Ed Buettner (2) en Dick Griesheim, allen uit een pass van John Thomas, staan de Virginia Sailors aan het einde van het 3e kwart met 21-0 voor, voordat een touchdown van Frank Whitlock de eindstand voor 3.500 toeschouwers op 21-6 bepaald. |
| Dinsdag 27 september (krant)   | Linebacker John Flynn staat in de belangstelling van het A.F.L-team de Denver Broncos. Manager Bob Spitler heeft in een gesprek met Doak Walker van de Broncos de eventuele overgang besproken. Vanuit de Sialors wordt volledig meegewerkt aan een eventuele transfer. |
| Woensdag 28 september (krant)  | De A.C.F.L.-officials besluiten het competitieschema aan te passen. Dit omdat enkele clubs zich uit de competitie hebben teruggetrokken en om de competitie weer spannend te maken. Zo staan in de noordelijke divisie de Lowell Giants met 5 winstpartijen en 1 gelijkspel op de 1e plaats en staan de Virginia Sailors in de zuidelijke divisie met 6 winstpartijen uit evenveel wedstrijden bovenaan. De meest ingrijpende wijziging is dat de Virginia Sailors en de Lowell Giants in plaats van helemaal niet, elkaar nu 2 keer zullen ontmoeten in de resterende competitie! Sailors-manager Bob Spitler steekt zijn woede hierover niet onder stoelen of banken want in het nieuwe speelschema treffen niet alle teams elkaar twee keer. Beschamend vindt Spitler ook de opmerking van clubeigenaren die de spelers van de Virginia Sailors "verwende zwervers" noemen, maar voegt daaraan toe dat als de Sailors alles winnen de andere clubeigenaren zelf maar moeten weten hoe ze de spelers noemen.                                        |
| Zaterdag 1 oktober             | De in het nieuwe speelschema geplande wedstrijd uitwedstrijd tegen de Lowell Giants gaat niet door. Het gedrukte programmaboekje met de datering "Sat. Oct. 1, 8 P.M. Kickoff", kan een dag later worden opengeslagen. |
| Zondag 2 oktober [LG 7]        | De Virginia Sailors verliezen hun eerste competitiewedstrijd. Voor 5.500 toeschouwers zijn de Giants met 17-16 in Lowell, MA te sterk. |
| Woensdag 5 oktober (krant)     | De Sailors maken zich zorgen om de lage toeschouwersaantallen. De opkomst heeft nooit de 5.000 bereikt; het aantal wat nodig is om zodoende een kleine winst te maken. In werkelijkheid is de 4.000 grens niet een gepasseerd en schrijven de kranten over een opkomst tussen de twee- en drieduizend. Manager Bob Spitler vraag zich openlijk af hoeveel bezoekers er zaterdag tegen de nummer 2, de Jersey Jets, zullen opdagen. "Of denkt iemand misschien dat de wedstrijd is uitverkocht" zegt Spitler cynisch. |
| Zaterdag 8 oktober [LG 8]      | Zonder veel problemen winnen de Virginia Sailors hun thuiswedstrijd tegen de Jersey Jets. Na een 24-0 voorsprong tijdens de rust scoort de thuisploeg er rustig op los. Zodoende staat er een 52-21 als eindstand op het scorebord. Verdedigend doen John Flynn, Caesar Belzer, Bob Johnson, Dave Tutich en Dick Duenkel het uitstekend zodat Jersey superstar Bob Schweickert alleen in de tweede helft tot 2 touchdowns komt. Zoals vaker bewaren de Sailors hun mooiste score tot het laatst: McLeod scoort uit een 57-yard pass van Braxton. |
| Woensdag 12 oktober (krant)    | De Sailors zijn op zoek naar een stadion waar de te verwachten kampioenswedstrijd kan worden afgewerkt. Vastgelegd is de kampioen van de zuidelijke divisie - waar de Sailors in acteren - het thuisvoordeel heeft. Het Wakefield High School Stadium waar de wedstrijden in de competitie worden afgewerkt is te klein. Daarom oriënteert de club zich op de mogelijkheden om de wedstrijd in het High School Stadium van Washington-Lee in Arlington, VA of George Washington in Alexandria, VA te spelen. De wedstrijd zal op 26 november of op 3 december worden gespeeld. |
| Donderdag 13 oktober (krant)   | Manager Spitler geeft te kennen dat hij morgen tijdens de geplande A.C.F.L.-bijeenkomst in Newark, NJ hard zal uithalen richting het bestuur van de A.C.F.L. en de andere clubbestuurders. De Virginia Sailors zijn de plotselinge wijzigingen in het speelschema meer dan zat. Zo reizen de Sailors komende zaterdag niet af naar Scranton, PA om de ingevoegde wedstrijd tegen de Miners te spelen. Inmiddels trainen de Sailors sinds deze week op het verlichte Rosedale Playground in Washington, DC. |
| Vrijdag 14 oktober             | Defensive halfback Caesar Belser is plotseling naar het A.F.L.-team de Kansas City Chiefs vertrokken. De coaching staff van de Chiefs, die hem tijdens een wedstrijd op televisie zag spelen, namen wel contact op met het management van de Washington Redskins om toestemming te krijgen om met hem te onderhandelen, maar verzuimden echter contact te zoeken met manager Spitler over onder andere de (standaard) transfervergoeding van 5.000 dollar. |
| Zaterdag 22 oktober [LG 9]     | De alle door John Leypoldt gescoorde extra points brengt het verschil in de thuiswedstrijd tegen de Wilmington Clippers. In een gelijkopgaande wedstrijd met kwartstanden 7-7, 14-6, 0-0 en 7-14, blokt John Carlo in het tweede kwart een Clippers-kick, wat doorslaggevend voor de 28-27-overwinning is. Ken Ambrusko maakt drie touchdowns voor de Clippers, terwijl Sailors-speler Ed Buettner er twee voor zijn rekening neemt. |
| Woensdag 26 oktober (krant)    | Ondanks de overwinning op de Wilmington Clippers is de coaching staff niet tevreden. Zo hadden de Virginia Sailors 3 fumbles en 2 pass-intercceptions. De offensive line is daarom deze week extra hard aan het trainen. |
| Vrijdag 28 oktober (krant)     | Spelerproblemen rondom de morgen (aanvang 20.00 uur) te spelen uitwedstrijd tegen de Scranton Miners. Zo is het niet bekend of Belser (zie 14 oktober) aanwezig zal zijn en zijn er 5 andere spelers die zaterdagmiddag nog een wedstrijd coachen. Zo staan Ellis Wisler (als assistent van W.T. Woodson High School) en Bob Pruett (als assistent coach van Falls Church High School) om 14.00 uur in Fairfax, VA tegenover elkaar en coacht Mike Agee het team van Georgetown University in Washington, DC. Ook Bob Headen en Joe Lilly hebben coachverplichtingen in Washington, DC. De club zet een privévliegtuig in om zodoende de spelers tijdig in Scranton, PA te laten aankomen. |
| Zaterdag 29 oktober [LG 10]    | Bij een temperatuur net onder het vriespunt winnen de Sailors zonder overtuiging hun wedstrijd met 21-14 tegen de Scranton Miners. Al na 1 minuut nemen de Sailors, uitkomend zonder Caesar Belser, door een touchdown van Bob "Flea"" Johnson de leiding waarna John Leypoldt het extra point benut. Nog voor de rust, waarbij de Sailors John Carlo geblesseerd zien uitvallen, wordt de stand door Dick Griesheim en een kick van Leypoldt verdubbeld. Nadat het derde kwart eindigt in een 7-7 stand winnen de Miners het laatste kwart met 7-0. Net als John Carlo haalt Mike Holloran door een blessure ook het einde van de wedstrijd niet. |
| Woensdag 2 november (krant)    | De Virginia Sailors maken zich op voor de komende wedstrijd tegen de kampioen van de Noordelijke Divisie, de Lowell Giants. Om kampioen van de Zuidelijk Divisie te worden hebben de Sailors één overwinning uit de komende twee wedstrijden nodig. Defensive halfback Caesar Belser is teruggekeerd uit Kansas terwijl John Thomas, die de laatste 2 wedstrijden niet in actie kwam, weer inzetbaar is. Ook John Carlo en Mike Holloran zijn hersteld van hun blessure. De komende week zal tijdens een bijeenkomst van de A.C.F.L.-officials de speeldatum en locatie van de kampioenswedstrijd bekend worden gemaakt, welke nu op 19 of 26 november zal worden gespeeld. |
| Vrijdag 4 november (krant)     | Met grote revanche gevoelens na de eerdere en enige nederlaag in de league zullen morgen de Sailors hun wedstrijd tegen de Giants beginnen. Ondanks de zegereeks zijn de Virignia Sailors nog niet zeker van het kampioenschap in de Zuidelijke Divisie aangezien de Jersey Jets met 8 overwinningen, 2 nederlagen en 1 gelijkspel nog een kleine kans maken op het kampioenschap. |
| Zaterdag 5 november [LG 11]    | Voor bijna 8.000 toeschouwers winnen de Virginia Sailors overduidelijk met 47-17 tegen de Lowell Giants om zodoende beslag te leggen op het kampioenschap van de Zuidelijke Divisie. Na ruim 8 minuten nemen de Giants door een fieldgoal van Les Murdock de leiding. Binnen 2 minuten zijn de rollen echter door touchdown van Ed Buettner en een conversie van John Leypoldt omgedraaid (7-3). In het tweede kwart nemen de Giants opnieuw de leiding (10-3), waarna Hezekiah Braxton, Earl Richards (met een 25 yard run) en Hal Bell -allen met een touchdown- en John Leypoldt -2 extra points- voor een 27-10 ruststand in het voordeel van de Sailors zorgen. Nadat de tweede helft begint met een gigantisch blok van Ellis Wisler waardoor de Sailors weer in balbezit komen en door Gerarld (Brown) Buster een touchdown wordt gemaakt, verpulveren de Sailors door touchdowns van Hezekiah Braxton en Bob Johnson de Lowell Giants. Het laatste woord is echter aan het verslagen Lowell-team die de eindstand 47-17 op het scorebord zet. |
| Woensdag 9 november (krant)    | De wedstrijd tussen de Virginia Sailors en de Scranton Miners, gepland op 12 november, gaat door planningsproblemen niet door. De Sailors beëindigen daardoor hun reguliere seizoen met 10 overwinningen en 1 nederlaag. Seizoenkaarthouders kunnen hun kaart voor de wedstrijd tegen de Miners omwisselen voor een ticket voor de wedstrijd om het League kampioenschap. De wedstrijd om het League kampioenschap tussen de Virginia Sailors en de Lowell Giants zal op zaterdag 19 november in het George Washington HIgh School Stadium in Alexandria, VA worden gespeeld. Manager Bob Spitler heeft de hoop dat het stadion welke een capaciteit van 14.586 plaatsen heeft zal worden uitverkocht en het oude A.C.F.L. toeschouwersrecord uit 1963 (13.887 toeschouwers bij de wedstrijd Providence Steamrollers - Boston Nu-Way Sweepers) zal worden verbroken. |
| Dinsdag 15 november            | Tijdens een bijeenkomst in het Twin Bridges Hotel in Arlington, VA tussen de A.C.F.L.-officials en eigenaren, bestuursleden en coaches van de Sailors en de Giants wordt besloten om bij een gelijke stand na de reguliere speeltijd niet te verlengen maar een sudden-death toe te passen. Ook nu ondervinden de Sailors problemen met het vinden van een trainingslocatie. Zo trainden de Sailors deze week nog niet totdat ze toestemming van Wakefield High School ontvingen om van hun facaliteiten gebruik te maken. |
| Donderdag 17 november (krant)  | De Sailors zijn favoriet voor het winnen van de titel. Mede omdat de Sailors nog nooit een thuiswedstrijd in competitieverband hebben verloren. John Flynn zal de kampioenswedstrijd niet meemaken. Na de wedstrijd tegen de Lowell Giants van 5 november jl. is de linebacker gecontracteerd door de Denver Broncos. Defensive halfback Mike Agee zal zaterdag aanstaande eerst nog in New York, NY zijn team van Georgetown University coachen voordat hij per vliegtuig hopelijk op tijd aankomt voor de wedstrijd. Morgenavond zullen de Virginia Sailors voor het eerst dit seizoen hun training afwerken op een (verlicht) footballveld met doelpalen en belijning. Hiervoor zal het Wakefield High School Stadium worden betrokken. |
| Vrijdag 18 november (krant)    | De wedstrijd om het A.C.F.L. kampioenschap zal in de rust muzikaal worden opgevrolijkt door de muziekband van de W.T. Woodson High School. Verwacht wordt dat de veteranen Dave Tutich, Ellis Wisler en Earl Richards hun laatste wedstrijd spelen. |
| Zaterdag 19 november [LCG]     | Zonder problemen winnen de Virginia Sailors in een koud George Washington High School Stadium overduidelijk tegen de Lowell Giants met maar liefst 42-10. Hierdoor leggen de Sailors beslag op het kampioenschap van de Atlantic Coast Football League. Na een 14-3-ruststand door touchdowns van Ed Buettner en Hezekiah Braxton met twee extra punten van John Leypoldt en een 7-7 3e periodestand (touchdown Frank Weber, extra punt John Leypoldt), walsen de Sailors in het laatste kwart over de Giants heen. Vier touchdowns (Bob Headen, Bob Johnson -na een 46-yard-pass van John Thomas)-, Tom Liard en Herschel McLeod en 4 extra punten van John Leypoldt zorgen voor een 42-10 eindstand. Na afloop van de wedstrijd ontvangt coach Billy Cox de trofee uit handen van A.C.F.L. bestuurslid Bernie Rodgers. |
| Woensdag 23 november (krant)   | Voor de spelers en staf van de Sailors staat vanavond ter ere van het kampioenschap een diner gepland in de Knights of Columbus Hall in Arlington, VA. Geruchten dat de Virginia Sailors nog wedstrijden spelen tegen de winnaar van de North American Football League, de St. Petersburg Blazers uit Florida of tegen de winnaar van de Pro Football League of America, Des Moines Warriors uit Ioawa worden door Joel S. Kaufmann tegengesproken omdat deze wedstrijden geen toegevoegde waarde hebben. |
| Maandag 5 december (krant)     | De Virginia Sailors verlaten Arlington, VA en vestigen zich in Alexandria, VA. |